# Eparquía de Chełm y Bełz

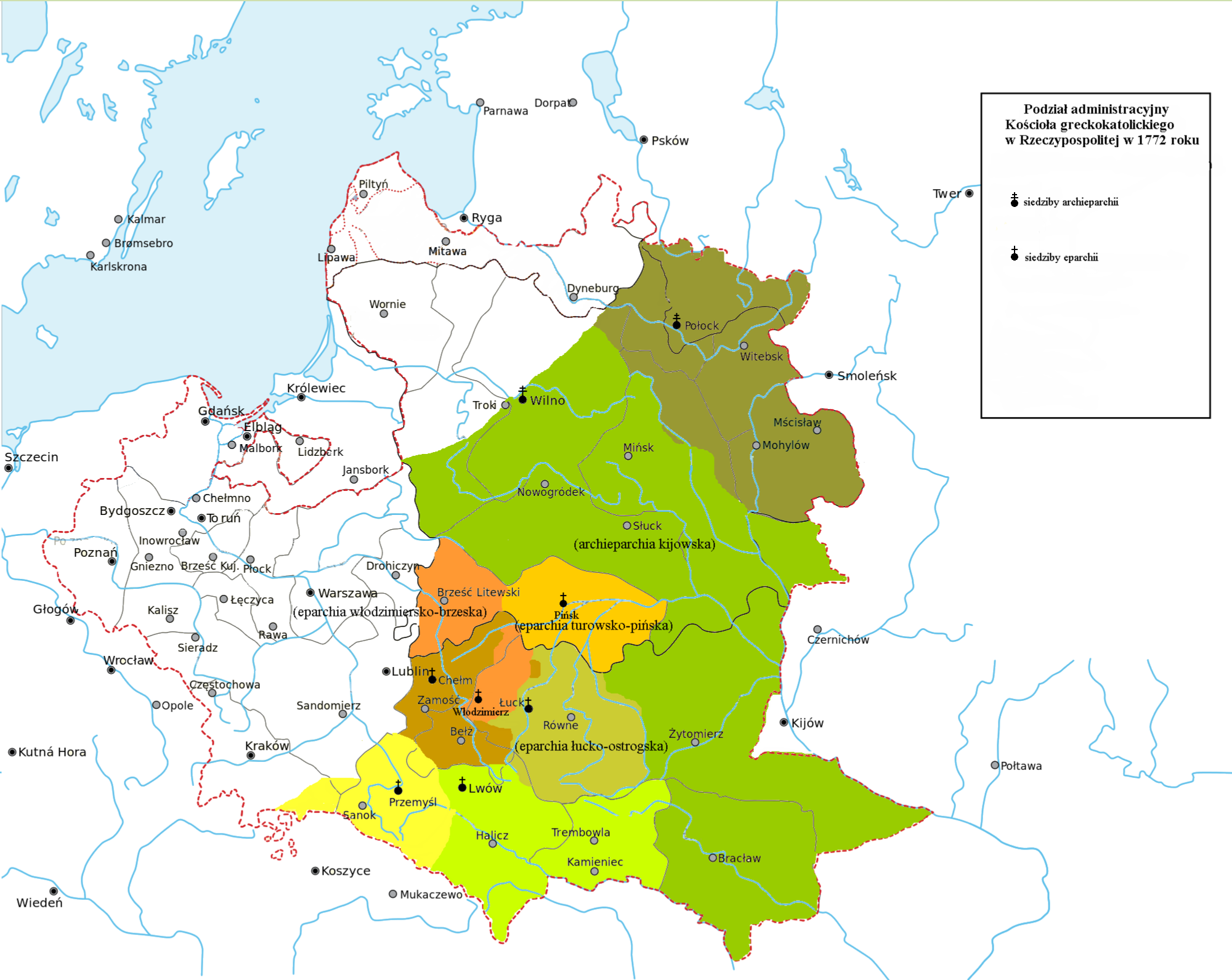
Mapa de las eparquías greco-católicas de la República de las Dos Naciones en 1772.

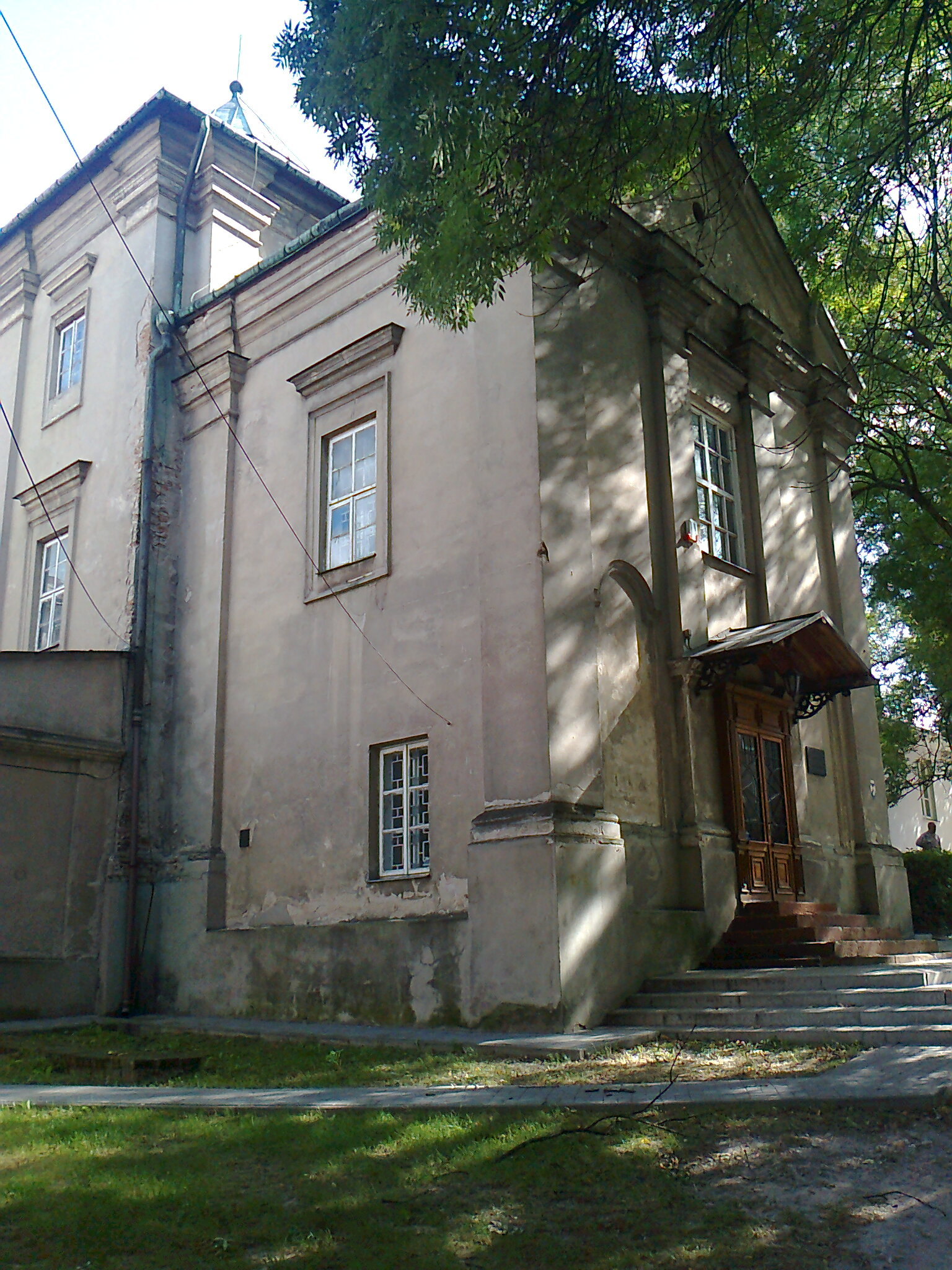
El antiguo seminario eparquial.

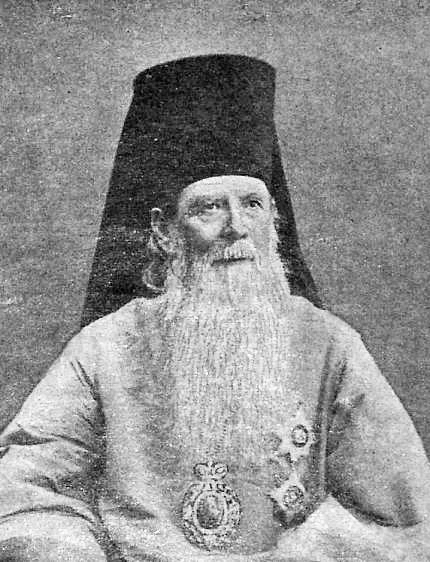
El eparca Marceli Popiel, uno de los protagonistas del paso de la eparquía a la Iglesia ortodoxa rusa.

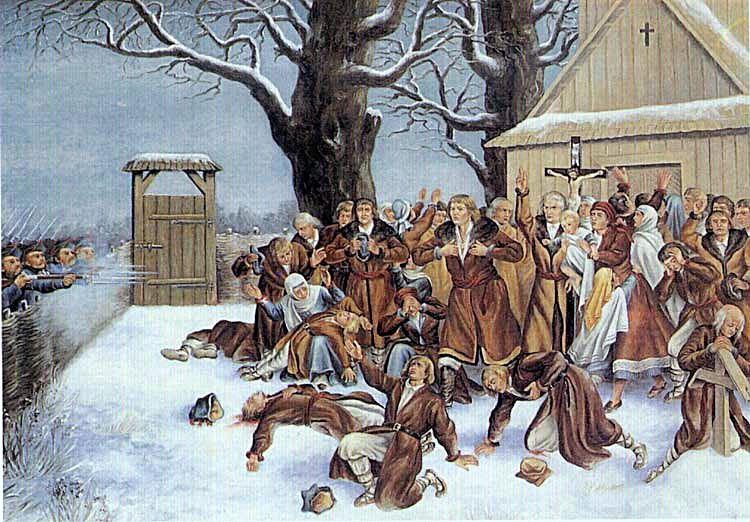
Los Mártires de Pratulin en una obra de Walerego Eljasza-Radzikowskiego..

La eparquía de Chełm (Kholm) y Bełz (en latín: Chelmensis et Beltiensis Ruthenorum y en polaco: Chełmska diecezja unicka) fue una sede episcopal de la Iglesia católica en la actual Polonia, perteneciente a la antigua Iglesia rutena unida —hoy continuada por la Iglesia greco-católica ucraniana—, que fue suprimida de hecho en 1875 por el Imperio ruso.

## Territorio
La eparquía se extendía por Podlaquia, en el territorio del antiguo principado de Chełm y Bełz, que después de 1794 formó el voivodato de Chełm. En los documentos oficiales la eparquía recibe el nombre de eparquía de Chełm y Bełz, ya que Bełz era considerada una sede episcopal unida a Chełm.
La sede eparquial estaba en la ciudad de Chełm, en donde la iglesia de la Natividad de la Santísima Virgen María sirvió como catedral. Fue construida entre 1735 y 1756 por el eparca Felicjan Filip Wołodkowicz.
En 1815 el territorio de la eparquía se extendía sobre el de los obispados latinos de Lublin, Podlaquia y Augustów, pero de hecho tenía jurisdicción sobre todos los uniatos greco-católicos del Zarato de Polonia. Tenía 317 parroquias con unos 400 sacerdotes y varios conventos, entre ellos 5 de la Orden basiliana de San Josafat. El número de fieles superó los 220 000.

## Historia
La eparquía ortodoxa de Chełm probablemente surgió en el siglo XI, o en el siglo XIII, cuando se erigió la eparquía de Ugrovsk (Uhrovesk, Uhrusk o Uhrovska), que luego fue transferida a Chełm circa 1240. Fuentes de la propia eparquía señalaban que fue creada en la década de 1230 por el rey Daniel de Rusia.
A mediados del siglo XIII Uhrovska figuraba entre las 15 eparquías sufragáneas del metropolitanato de Kiev. Según Meysztowicz, la eparquía, al menos durante un cierto período, estuvo unida a la sede apostólica de Roma, como puede verse en algunos documentos del papa Gregorio XI de 1372 y 1375. El 6 de julio de 1439 fue proclamada la unión entre las Iglesias de Oriente y Occidente en el Concilio de Florencia, al que asistió el metropolitano Isidoro de Kiev con sede en Moscú. Isidoro se volvió un cardenal y legado papal de toda Rus y Lituania y proclamó la unión de las Iglesias en Moscú en 1441. La eparquía Chełm era una de las 10 sufragáneas del metropolitanato de Kiev, Hálych (o Galitzia) y toda Rus cuando el papa Pío II nombró en 1458 a Gregorio II el Búlgaro como metropolitano. A partir de 1481 el metropolitanato volvió a tener un metropolitano ortodoxo, reiniciándose el cisma.
Después de la Unión de Lublin en 1569, que fusionó el Gran Ducado de Lituania y el Reino de Polonia en una unión personal, la Iglesia ortodoxa rutena se esforzó en la unión con la Iglesia católica para tener los mismos derechos que el clero católico. El 12 de junio de 1595 fue proclamada la Unión de Brest del metropolitanato de Kiev, por lo que el obispo de Chełm Dionizy Zbirujski se incorporó oficialmente a la comunión con la Santa Sede.
Una parte de los religiosos y fieles de Chełm rechazó la unión con Roma y en agosto de 1620 el patriarca Teófanes III de Jerusalén viajó a Kiev y consagró una nueva jerarquía ortodoxa en obediencia al patriarcado de Constantinopla y bajo protección cosaca. Uno de los consagrados fue el obispo Paisjusz Czerkawski para la restaurada eparquía ortodoxa de Chełm. En 1633 fueron reconocidos por el rey Vladislao IV de Polonia, quedando establecida como jerarquía rival de la greco-católica. En 1650, tras un acuerdo con Bogdán Jmelnitski, el rey Juan II Casimiro entregó la eparquía a los ortodoxos, pero al año siguiente reconoció el derecho sobre la eparquía de los católicos uniatos. El conflicto con la burguesía urbana ortodoxa se prolongó hasta 1678. En 1695 la hermandad ortodoxa de Lublin adhirió a la unión con Roma y en 1706 también la de Zamość.
Entre los eparcas de Chełm merecen una mención especial: Atanazy Pakosta, que se ocupó de la disciplina del clero y convocó varios sínodos; Metody Terlecki, quien en 1641 obtuvo un reglamento sobre las relaciones entre su clero y el del rito latino de Chełm; Jakub Jan Susza, literato y autor de obras en polaco y latín; Maksymilian Ryłło, quien estableció el seminario eparquial.
Después de la primera división de Polonia en 1772, la eparquía de Chełm fue dividida pasando la parte sur a Austria. Así, en 1772 la eparquía de Chełm contaba con 542 parroquias, y tras la anexión de estas tierras al Imperio ruso, en 1815 quedaron 293.
El metropolitanato de Kiev con 5 eparquías fue suprimido por las autoridades rusas en 1798 luego de la desaparición de Polonia a consecuencia de las particiones de Polonia entre Prusia, Rusia y Austria en 1772, 1793 y 1795. Mientras que las eparquías de Leópolis, Chełm (o Kholm) y Przemyśl (Galitzia Oriental) quedaron bajo el dominio de Austria. A partir de 1807 la eparquía pasó a formar parte del Gran Ducado de Varsovia.
El 22 de febrero de 1807, como resultado de la bula In universalis Ecclesiae del papa Pío VII, la eparquía pasó a formar parte de la provincia eclesiástica de la archieparquía de Leópolis y Halyč (hoy archieparquía de Leópolis de los ucranianos). Con la misma bula el papa concedió el derecho de nombrar a los eparcas al emperador.

### Supresión
La situación política fue una de las principales causas que provocó el fin de la eparquía unida. Si con la tercera partición de Polonia (1795), la mayor parte de su territorio había pasado a formar parte del Imperio austríaco, el Congreso de Viena de 1815 lo asignó al Zarato de Polonia (o Reino del Congreso), un estado vasallo bajo el estricto control del Imperio ruso.
El gobierno zarista ruso implementó una política destinada a limitar la influencia de la Iglesia católica en las tierras rusas y polacas, en rusificar la cultura polaca, para llevar por la fuerza la liturgia a la oficial ortodoxa, para evitar el nombramiento de eparcas y reducir a la ortodoxia a las numerosas comunidades greco-católicas presentes en los territorios occidentales del Imperio y en el reino polaco. Una pseudo-unión que tuvo lugar en Pólatsk en 1839, anuló la unión de Brest de 1596 y devolvió a la unión con la Iglesia ortodoxa rusa de muchas eparquías greco-católicas. Así desapareció la totalidad de las eparquías del Imperio ruso: entre ellas, las eparquías de Pinsk y Turaŭ, Volodymyr-Brest, Supraśl, Pólatsk, Luc'k y Ostrog, que nunca fueron restauradas. Más de 1,5 millones de católicos griegos se vieron obligados a unirse a la Iglesia rusa oficial.
La eparquía de Chełm no formaba parte de las eparquías reprimidas, solo porque pertenecía al Reino del Congreso, pero que la política rusa pronto se hizo sentir también en Chełm. El eparca Szumborski sufrió diversas presiones, incluso del mismo emperador Nicolás I de Rusia, para adaptar la liturgia a la rusa. En 1840 se rindió y publicó una carta pastoral en la que ordenó a sus sacerdotes que introdujeran en la liturgia las costumbres y rituales usados en la Iglesia ortodoxa. El papa Gregorio XVI lo amonestó severamente en un breve en 1842 y Szumborski retiró su pastoral.
Szumborski fue sucedido por su coadjutor Jan Teraszkiewicz, de espíritu dócil, que cedió a la presión rusa y envió a parte de los seminaristas a formarse en la academia ortodoxa de Moscú. Esto favoreció la introducción de sacerdotes prorrusos entre el clero eparquial. Al mismo tiempo, la eparquía fue sustraída de la metrópoli de Leópolis, por lo tanto de una protección teórica austríaca, e inmediatamente sometida a la Santa Sede.
Teraszkiewicz fue sucedido por el anciano Jan Mikołaj Kaliński, un viudo con 13 hijos, que sin embargo no obtuvo el consentimiento del Gobierno para su ordenación episcopal. Kaliński mostró una energía inesperada y se enfrentó directamente al Gobierno, suspendiendo a divinis a algunos sacerdotes prorrusos y oponiéndose a cualquier modificación de la liturgia greco-católica. El Gobierno zarista, sin embargo, continuó con su política: en 1864 se suprimieron todos los monasterios basilianos de la eparquía; se introdujo el uso obligatorio de un catecismo ortodoxo; se acogió a varios sacerdotes de otras diócesis, entre ellos Marceli Popiel, ya expulsado de Leópolis, que se convirtió en director del seminario y que fue el verdadero protagonista de la supresión de la eparquía. Por su obstinada oposición, el eparca Kaliński fue arrestado el 21 de septiembre de 1866 y deportado a los montes Urales. No pudo soportar las penurias del viaje y murió el 19 de octubre siguiente. En su lugar, los rusos designaron a un regente, Józef Wójcicki, que fue instalado con la ayuda de la policía, contra la oposición de los sacerdotes greco-católicos, algunos de los cuales fueron arrestados y encarcelados. Wójcicki implementó disposiciones que realmente abrieron el camino al cisma.
Frente a la fuerza zarista, la Santa Sede respondió con dos intervenciones del papa Pío IX. En el discurso consistorial del 28 de octubre de 1866 (Luctuosum et numquam satis deplorandum) protestó contra los abusos del Gobierno ruso, enumerándolos en detalle. Al año siguiente, el 17 de octubre de 1867 publicó la encíclica Levate, con el que una vez más tomó la defensa de los greco-católicos de Chełm, y algo poco común en los documentos pontificios, acusó personal y directamente, nombrando a un cierto sacerdote Voicichi, el administrador Józef Wójcicki, quien fue sancionado con excomunión. El papa concluyó la encíclica admitiendo, proféticamente, que la triste ruina de la diócesis rutena de Chelma y Belz es inminente (Tristis Chelmensi dioecesi impendet ruina).
En 1868 el eparca Mychajlo Kuzems'kyj, oriundo de Galitzia, designado por los rusos que veían positivamente su actitud antipolaca, generalizada también en el Imperio austríaco, recibió la confirmación de la Sede Apostólica. Después de haber favorecido la ucranianización de la eparquía y la abolición en el culto greco-católico de todo elemento latinizante, en 1871 la eparca dimitió y sin esperar la aceptación de su dimisión por parte de la Sede Apostólica regresó a Galitzia. Murió ocho años después mientras continuaba manteniendo el título eparquial de Chełm.
La renuncia de Kuzems'kyj permitió a los rusos nombrar al obispo Marceli Popiel, un entusiasta simpatizante de la ortodoxia, quien inició el acto final del cisma. Desde 1871 abolió cualquier diferencia en la liturgia y el calendario entre las dos Iglesias y se aseguró de que todos los sacerdotes obedecieran; en 1873 los sacerdotes de la eparquía debían firmar una forma de adhesión a la nueva liturgia. Popiel incluso eliminó de las iglesias los iconos de san Josafat Kuncewicz, el obispo mártir uniato que había sido canonizado en 1867. En 1872 y 1873 los campesinos se levantaron contra los cambios litúrgicos y boicotearon la Iglesia dirigida por Popiel yendo a las iglesias de rito romano. En 1874 los rusos masacraron a los campesinos en Drelów y Pratulin y otros fieles fueron encarcelados. En la masacre de Pratulin del 24 de enero de 1874, 13 fieles católicos, conocidos como los mártires de Podlaquia, fueron asesinados: fueron beatificados por el papa Juan Pablo II en 1996.
Pío IX volvió a intervenir con la publicación de la encíclica Omnem sollicitudinem el 13 de mayo de 1874, con el que condenó las innovaciones litúrgicas introducidas en la eparquía por Marceli Popiel. Aunque no se lo nombra expresamente, se lo define como un pseudo-administrador ... considerado indigno de la dignidad episcopal, [que] no dudó en usurpar la jurisdicción eclesiástica, en subvertir todo en la Iglesia antes mencionada, en trastornar y alterar a su propia voluntad. Serán las disposiciones litúrgicas sancionadas por los cánones ... Este pseudoadministrador está absolutamente desprovisto de jurisdicción eclesiástica: ni el obispo legítimo en el momento de la partida, ni posteriormente la Sede Apostólica nunca se lo confirió. La difusión de la encíclica en Chełm se vio obstaculizada por el Gobierno, lo que aumentó la represión de los oponentes, muchos de los cuales terminaron en Siberia.
Después de la adaptación de la liturgia a la ortodoxa, tuvo lugar el último acto, es decir, la adhesión formal de las parroquias individuales a la Iglesia ortodoxa. Varias parroquias, entre enero y mayo de 1875, firmaron, más o menos voluntariamente, la escritura de unión con la ortodoxia. En un informe leído en la catedral de Chełm el 2 de marzo, con un acto muy similar al de 1839, Popiel declaró que 120 parroquias deseaban unirse a la Iglesia ortodoxa y pidió oficialmente al emperador que se uniera formal y definitivamente a la eparquía con la Iglesia rusa. El 6 de abril se celebró en presencia de Alejandro II en el Palacio de Invierno de San Petersburgo la ceremonia oficial y solemne con la que se abolió la unión con Roma y se sancionó la unión de la eparquía de Chełm con la archieparquía ortodoxa de Varsovia. Estos actos pusieron fin a la eparquía greco-católica. Popiel pasó a ser un vicario de la archieparquía ortodoxa de Varsovia. En 1905 la eparquía ortodoxa de Chełm fue restablecida.
Sobre las cifras, fuentes e historiadores no están de acuerdo. Según datos oficiales rusos, 250 000 fieles y 204 sacerdotes pasaron a la ortodoxia. Según el historiador polaco Meysztowicz, al menos 150 000 católicos griegos permanecieron fieles a Roma. Como resultado 74 sacerdotes fueron deportados a Siberia y 60 fueron expulsados a Galitzia; varias decenas de creyentes también fueron asesinados y 600 deportados a Siberia.
La persecución zarista contra los restos de la Iglesia greco-católica del Imperio continuó en los años siguientes. Dos actos merecen ser mencionados. En febrero de 1875 un decreto del Gobierno prohibió a los uniatos participar en ceremonias litúrgicas y sacramentales en las iglesias de rito latino. Las sanciones eran muy severas e incluso los sacerdotes latinos pagaron el precio. Además, todos los matrimonios no celebrados ante un presbítero ortodoxo se consideraron inválidos, con la consecuente pérdida de los derechos de paternidad sobre los hijos, que eran considerados bastardos, porque nacieron en un matrimonio ilegítimo.
Pocos en Europa se dieron cuenta de lo que estaba sucediendo en Polonia. Los austríacos, por temor a que aumentaran las reclamaciones rusas sobre Galitzia, no pusieron objeciones. La propia Santa Sede se limitó a una leve protesta, entregada en una carta de Pío IX al archieparca de Leópolis en 1876. Los jesuitas, que desempeñaron un papel importante en la Unión de Brest de 1596, dedicaron varias páginas de sus revistas a los acontecimientos de Chełm; uno de ellos, Martinov, en la revista Etudes, los describió con la expresión "robo de Chełm" (le brigandage de Khelm). El periódico Le Monde publicó una serie de artículos, que aparecieron en 1875 en un volumen titulado Le schisme et ses apôtres dans le diocèse de Khelm, con los que pretendía refutar la versión oficial de los hechos publicados en el órgano del Gobierno zarista de San Petersburgo.
El 17 de abril de 1905 el edicto de tolerancia Nicolás II de Rusia permitió a los greco-católicos supervivientes pasar al rito latino, mientras que la Iglesia uniata permaneció prohibida. Según las estadísticas oficiales rusas, 300 000 greco-católicos del Imperio hicieron suyo el rito latino para mantener su fe; Meysztowicz opina que la mayoría de estos fieles procedían de la antigua eparquía de Chełm.
En 1921 la catedral de Chełm fue entregada por las autoridades de Polonia a sacerdotes católicos latinos y el Anuario Pontificio listó por última vez a la eparquía de Chełm y Bełz en 1924, por lo que fue suprimida formalmente por la Santa Sede. Durante la ocupación alemana nazi la catedral de Chełm fue devuelta a la eparquía ortodoxa ucraniana. Después de la Segunda Guerra Mundial la eparquía ortodoxa de Chełm fue finalmente liquidada por Polonia.

## Cronología de los obispos

### Eparcas ortodoxos
- Joazaf (1205-1223)
- Jan (1223-1225)
- Asat (1235-1243)
- Cyryl (1243-1250)
- Jan, (1330-1340)
- Kalikst (?-1376)
- Teodozjusz (1376-?)
- Bazyli (?-?)
- Stefan (?-?)
- Nestor Olgimuntowicz (?-?)
- Sylwester (1392-?)
- Jozafat (?-1414)
- Charyton (1414-1428)
- Choma (1429-1432)
- Sawa (1433-1440)
- Grzegorz Depułtycki (1440-1467)
- Sylwester (1467-1471)
- Gerazym (1471-1494)
- Symeon Okuszkowicz (1494-1504)
- Jonasz Sosnowski (1504-1507)
- Filaret Obłazicki (1507-1533)
- Jonasz Sosnowski (1533-1545)
- Michał Sosnowski (1545-1546)
- Bazyli Baka (1546-1552)
- Teodozjusz Łazowski (1553-1556)
- Zachariasz Eliaszewicz (1566-1577)
- Leoncjusz Pełczycki (1577-1586)
- Dionizy Zbirujski (1586-1596)

### Eparcas greco-católicos
- Dionizy Zbirujski † (1596-1603)
- Arseniusz Joann † (1604-1619)
- Atanazy Pakosta † (1619-circa 1625 falleció)
- Teodor Mieleszko (Mieleszkowicz) † (1625-1626)
  - Sede vacante (1626-1630)
- Metody Terlecki, O.S.B.M. † (1630-7 de junio de 1649 falleció)
- Atanazy Zachariasz Furs † (1649-1649 falleció)
  - Sede vacante (1649-1652)
- Jakub Jan Susza, O.S.B.M. † (1652-4 de septiembre de 1687 falleció)
- Augustyn Aleksander Łodziata † (1687-antes del 20 de agosto de 1691 falleció)
- Jan Małachowski † (1691-1693 falleció)
- Gedeon Woyna-Orański † (1693-1709)
- Józef Lewicki, O.S.B.M. † (1711-1730 nombrado eparca de Luc'k)
- Felicjan Filip Wołodkowicz, O.S.B.M. † (1730-1758 nombrado eparca de Volodymyr-Brėst)
- Maksymilian Ryłło, O.S.B.M. † (1758-1784 nombrado eparca de Przemyśl)
- Teodozy Rostocki, O.S.B.M. † (1784-1790 renunció)
- Porfiriusz Skarbek-Ważyński † (1790-9 de marzo de 1804 falleció)
  - Sede vacante (1804-1810)
- Ferdynand Dąbrowa-Ciechanowski, O.S.B.M. † (8 de agosto de 1810 consagrado-15 de junio de 1828 falleció)
- Filip Felicjan Szumborski, O.S.B.M. † (10 de diciembre de 1828-enero de 1851 falleció)
- Jan Teraszkiewicz † (enero de 1851 por sucesión-1 de marzo de 1863 falleció)
- Jan Mikołaj Kaliński † (1 de marzo de 1863 por sucesión-19 de octubre de 1866 falleció)
- Mychajlo Kuzems'kyj † (22 de junio de 1868-1871 renunció)
  - Marceli (Popiel) (1871-1875) (administrador ortodoxo)
  - Sede vacante (1875-1924)
  - Sede suprimida (1925)